# Roazhon Park
Roazhon Park là một sân vận động bóng đá ở Rennes, Brittany, Pháp. Roazhon [ˈrwɑːõn] là tên tiếng Breton của Rennes.
Sân vận động được khánh thành vào ngày 15 tháng 9 năm 1912. Nó tọa lạc tại số 111 đường Lorient, ở trung tâm phía tây Rennes. Được xây dựng lại vào năm 2001 và có sức chứa 29.778 người, sân vận động hiện là sân nhà của Stade Rennais.
Sân vận động này đã tổ chức các trận đấu của đội tuyển bóng đá quốc gia nam và nữ Pháp. Vào ngày 19 và 20 tháng 6 năm 2016 sân đã tổ chức trận bán kết của giải bóng bầu dục Top 14. Sân cũng được chọn làm địa điểm tổ chức Giải vô địch bóng đá nữ thế giới 2019, nơi tổ chức sáu trận đấu: bốn trận ở vòng bảng, một trận ở Vòng 16 đội và một trận tứ kết.